# Courcelles (Québec)
Pour les articles homonymes, voir Courcelles.
Courcelles est une ancienne municipalité du Québec qui était située dans la MRC du Granit en Estrie.

## Géographie
Coucelles était la porte d’entrée de la région touristique des Cantons de l’Est sur la route nationale 108 reliant la Beauce à l’Estrie. Mais fait plus significatif encore, le village occupait le centre du triangle formé par les trois villes de services que sont Thetford Mines au nord, Saint-Georges de Beauce à l’est et Lac-Mégantic au sud.

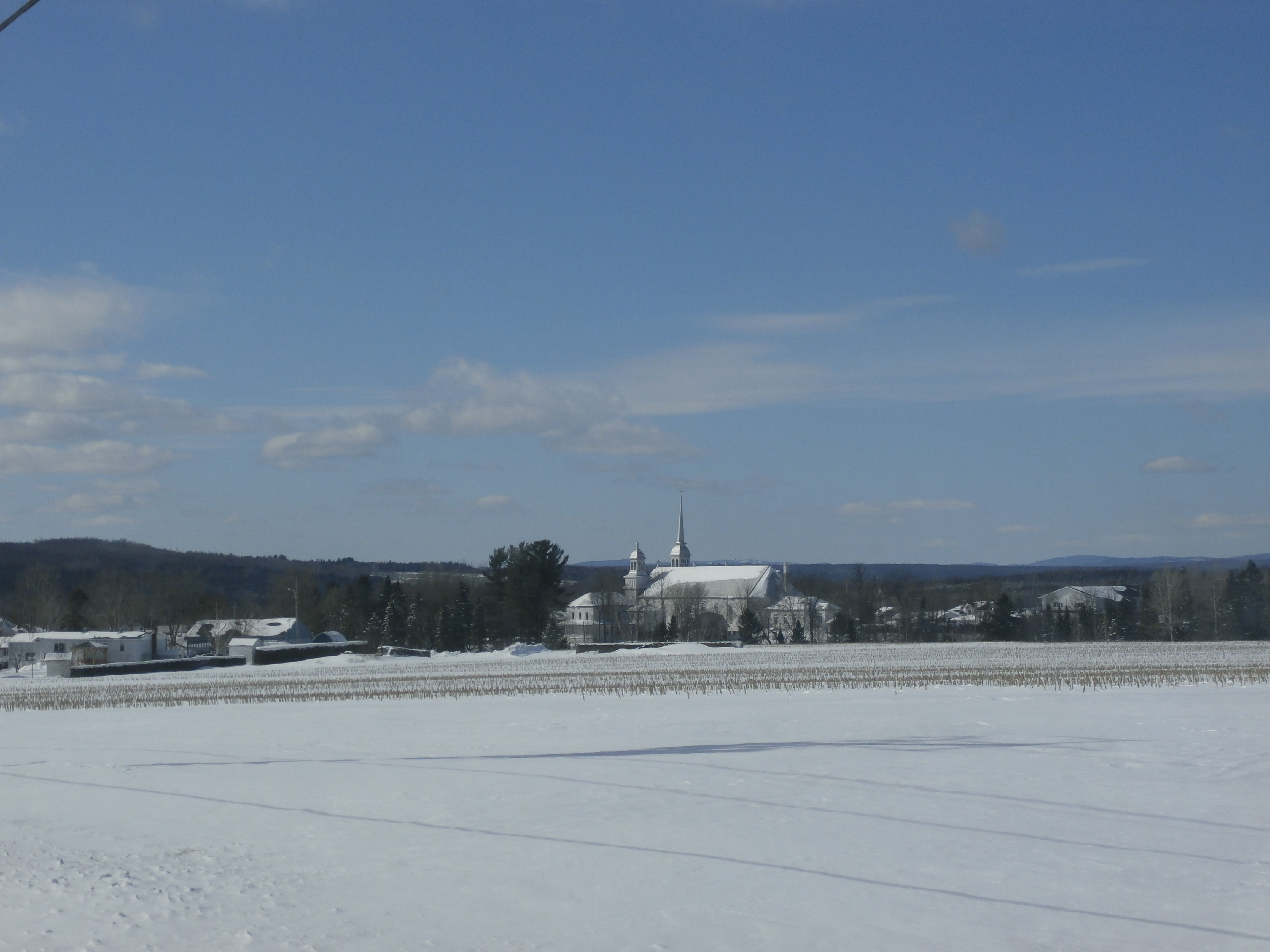
Village de Courcelles.

## Toponymie
« Le nom Courcelles, d'abord appliqué à la station de chemin de fer, puis à la paroisse de Sainte-Martine-de-Courcelles érigée canoniquement en 1903 et par la suite au bureau de poste (1904), célèbre la mémoire de Daniel de Rémy de Courcelles (1626-1698), gouverneur de la Nouvelle-France (1665-1672) ».

## Histoire
Le 13 novembre 2010, la municipalité de la paroisse de Courcelles changea son statut pour celui de municipalité.

### Chronologie
- 6 avril 1904 : Érection de la paroisse de Courcelles.
- 13 novembre 2010 : La paroisse de Courcelles devient la municipalité de Courcelles.
- 1er janvier 2024 : La municipalité fusionne avec Saint-Évariste-de-Forsyth et deviendra la municipalité de Courcelles-Saint-Évariste[4]

## Démographie
| 1996 | 2001 | 2006 | 2011 | 2016 | 2021 |
| ---- | ---- | ---- | ---- | ---- | ---- |
| 988  | 987  | 928  | 950  | 823  | 823  |

## Administration
Les élections municipales se font en bloc pour le maire et les six conseillers.
| Courcelles Maires depuis 2001                                                                                        |                  |         |          |
| Élection | Maire            | Qualité | Résultat |
| 2001 | Fernand Coulombe |         | Voir     |
| 2005 | Mario Quirion    |         | Voir     |
| 2009 | Mario Quirion    | Voir    |          |
| 2013 | Mario Quirion    | Voir    |          |
| 2017 | Francis Bélanger |         | Voir     |
| 2021 | Francis Bélanger | Voir    |          |
| Élection partielle en italique Depuis 2005, les élections sont simultanées dans toutes les municipalités québécoises |                  |         |          |

## Moulin Bernier
Le Moulin Bernier est un moulin à eau. Construit en 1888, il a cessé de faire farine en 1945. Le moulin à scie fut en opération jusque dans les années 1980.